# Antonio Rezza
Antonio Rezza (Novara, 5 marzo 1965) è un attore, regista e scrittore italiano.
Collabora con l'artista e scenografa Flavia Mastrella, con la quale ha formato il duo artistico RezzaMastrella.

## Biografia
Nato a Novara il 5 marzo del 1965, trasferitosi con la famiglia nel 1967 a Nettuno, viveva e lavorava nella stessa città fino al febbraio 2019, quando l'Amministrazione commissariata del Comune di Nettuno lo allontanò dalla Ex Divina Provvidenza, luogo dove operava da trentacinque anni. Dal 2019 lavora quindi ad Anzio. Frequenta la Scuola Teatrale diretta da Leonardo Bragaglia.
Nel 1985 va in scena a Nettuno con lo spettacolo Lucida Follia della Compagnia dei Trimurti (trio formato da Antonio Rezza, Mauro Fratini e Eugenio Bartolini). Lo spettacolo è ideato, interpretato e diretto assieme a Mauro Fratini. Nel 1986, sempre assieme a Mauro Fratini, porta in scena lo spettacolo Ero un fiore stamattina.

### Esordi e inizio della collaborazione con Flavia Mastrella
Nel 1987 incontra l'artista e scultrice Flavia Mastrella, con cui instaura un lungo sodalizio artistico: il loro duo prenderà il nome RezzaMastrella. Le loro prime opere teatrali (Nuove parabole, Barba e cravatta, I vichinghi elettronici) ricevono una buona accoglienza della critica. In questi spettacoli Antonio recita interagendo con l'allestimento creato da Flavia (stoffe colorate con tagli in cui Antonio inserisce il proprio volto dando vita a una serie di personaggi che fanno leva sulla sua mimica facciale e sulla modulazione della voce).

### Anni '90
Sempre nei primi anni novanta i due artisti producono una lunga serie di cortometraggi e ricevono numerosi premi nelle rassegne di cinema indipendente: primo premio al Fano International Film Festival per il cortometraggio Suppietij, due Gabbiano d'oro al Bellaria Anteprima in due diverse edizioni per i cortometraggi Il vecchio dentro e Confusus, Primo premio Bolzano opere nuove per La Divina Provvidenza e il Primo premio a Torino Cinema Giovani per Il piantone.
Nel 1990 Rezza e Mastrella realizzano una mostra fotografica dal titolo I Visi...goti, esposta nella galleria Il Fotogramma di Giovanni Semerano. La mostra consiste in simulazioni ironiche di concetti, oggetti e personaggi che scorrono sul volto di Rezza. A questa idea collaborano anche Massimo Camilli e il fotografo Angelo Fratini. Il Fotogramma ospiterà anche in futuro tutte le iniziative del duo. Nel 1991 realizzano il cortometraggio Suppietij, mentre Barba e cravatta viene rappresentato in lingua francese al Festival di Avignone.
Nel 1992 Antonio Rezza realizza i cortometraggi Il vecchio dentro e La divina provvidenza, mentre con Flavia Mastrella porta in scena lo spettacolo Seppellitemi ai fornetti. Nel 1994 Rezza e Mastrella interpretano i cortometraggi De Civitate Rei (primo premio per la fotografia a Castrocaro) e Il piantone (Primo premio al Torino Cinema Giovani). Nello stesso periodo i due producono ed interpretano il corto Schizzopatia e una serie di micrometraggi trasmessi da Rai 3 e Rai 2 all'interno di programmi come Blob, Fuori Orario, Tunnel e Pippo Chennedy Show. Nel 1995 viene realizzato lo spettacolo Pitecus.
Il 1996 è l'anno del primo lungometraggio: si tratta di Escoriandoli, presentato alla Mostra internazionale d'arte cinematografica di Venezia. Il film è stato montato da Jacopo Quadri e vede la partecipazione delle giovani attrici Claudia Gerini, Isabella Ferrari, Valentina Cervi e Valeria Golino. Nello stesso anno inizia la collaborazione con il Teatro Stabile delle Marche.
Nel 1997 Escoriandoli viene presentato a Mosca nell'ambito di un festival dedicato al cinema italiano. Rezza e Mastrella cominciano intanto a collaborare con Tele+.
Nel 1998 Rezza pubblica il romanzo Non cogito ergo digito (Bompiani), con la collaborazione di Elisabetta Sgarbi. Inoltre Bellaria e Tele+ dedicano ai due autori una retrospettiva comprendente Escoriandoli ed alcuni corti. Sempre nel 1998 Io debutta al Teatro Parioli di Roma, per essere poi messo in scena successivamente al C.R.T. di Milano, al Teatro Puccini di Firenze e ad Ostia antica. A Parigi l'Istituto italiano di cultura dedica al duo Rezza-Mastrella una retrospettiva sulle opere teatrali e cinematografiche. Nell'autunno 1999 esce il secondo romanzo di Rezza Ti squamo (Bompiani). Il Festival Torino Cinema Giovani dedica ai due autori la retrospettiva Farro nella notte. Sempre nel 1999 curano per Rai 3 la regia della trasmissione Troppolitani, con la collaborazione di Annamaria Catricalà, Stefano Coletta, Jacopo Quadri e Letizia Caudullo: si tratta di sei puntate contenenti interviste condotte dallo stesso Rezza. Per Radio 3 realizzano la trasmissione Dai piedi all'ego.

### Anni 2000

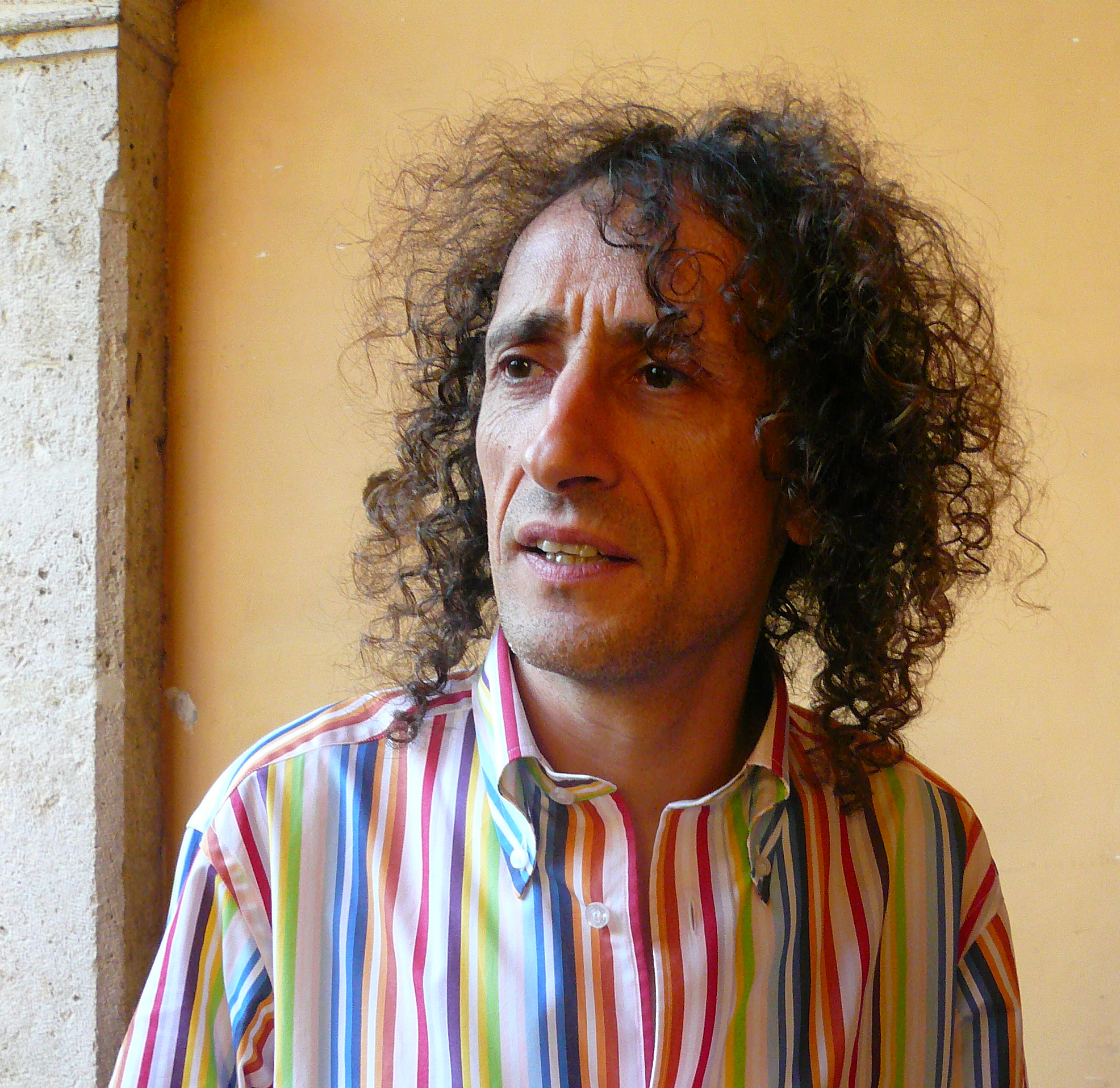
Antonio Rezza nel 2008.

Nel 2000 realizzano, sempre per Rai Tre, altre nove puntate di Troppolitani, con il montaggio di Lorenzo Michelazzi. Nell'estate di quell'anno girano il film Delitto sul Po, montato da Eugenio Smith. In autunno Enrico Ghezzi dedica ai due autori una notte intera nella sua trasmissione Fuori Orario (lo farà anche nell'ottobre 2002).
Nel 2001 Delitto sul Po viene presentato al Torino Film Festival e al Festival dei Due Mondi di Spoleto. Intanto iniziano le riprese di Samp, film "on the road". Sempre nel 2001 Rezza recita nel film di Renato De Maria Paz!, in cui interpreta Sprite.
L'anno seguente, all'interno della Certosa di San Lorenzo a Padula, Rezza e Mastrella partecipano all'esposizione Le opere e i giorni curata da Achille Bonito Oliva con Io. Nel febbraio 2002 Teatri di Vita a Bologna dedica un'ampia personale a Rezza e Mastrella che comprende due spettacoli (Pitecus e Io), il film Delitto sul Po (al Cinema Lumière), la presentazione del libro Non cogito ergo digito (alla Libreria Feltrinelli), una selezione dei cortometraggi, un incontro, un seminario sull'arte comica e una mostra di sculture di Flavia Mastrella. Nel giugno 2003 il Festival del Cinema di Pesaro, sotto la direzione di Giovanni Spagnoletti, dedica una retrospettiva al cinema di RezzaMastrella. Nello stesso anno lo spettacolo Prima che sia tutto bianco, Fotofinish in bianco e nero viene presentato da Franco Quadri alla Milanesiana. Alla fine dello stesso anno lo spettacolo debutta a Roma. Nel teatro Alfellini Spazio Zero, Rezza e Mastrella, in occasione del 17º anniversario di sodalizio artistico, propongono le foto di tutti i loro lavori e proiettano tutti i loro film e cortometraggi. Sempre nel 2003 inizia la collaborazione del duo con Teatro 91. Nel 2004 Rezza, insieme a Armando Novara e The Fringe partecipa a Fusion performances Jazz, spettacolo presentato a Roma in occasione della rassegna jazz Esperanto, e Milano presso la Milanesiana.
Nel febbraio 2005 Rezza pubblica il suo terzo romanzo Son(n)o per Bompiani. È nuovamente sul set cinematografico: interpreta se stesso nel film Musikanten, diretto da Franco Battiato. Nel 2006 è la volta del ritorno a teatro con Bahamuth (prodotto dal CRT Artificio), presentato all'Ortigia Festival. Sempre nel 2006 la Galleria d'arte moderna di Bologna dedica a Rezza e Mastrella una personale dal titolo Anamorfosi, brame allo specchio. I due realizzano nel frattempo il terzo corto, chiamato Fotofinish 2 - sdocumento a vita bianca, tratto dal precedente spettacolo teatrale.
Nel 2007 viene pubblicato il quarto libro di Rezza dal titolo Credo in un solo oblio, sempre per Bompiani. Rezza e Mastrella vincono inoltre il Premio Francesca Alinovi, dedicato alla convergenza delle arti. Nel 2008 viene presentato Ipotesi di film su Cristo morto. Viene poi realizzato il documentario Il passato è il mio bastone, in gara alla Mostra del Cinema di Venezia. Edita dalla Kiwido esce la prima raccolta del cinema in bianco e nero, dal titolo Ottimismo Democratico, in DVD in edizione italiana ed inglese. Inoltre Rezza si aggiudica il Premio Feronia con il romanzo Credo in un solo oblio.
Nel 2009 inizia la collaborazione con la Fondazione Teatro Piemonte Europa. Debutta al Teatro Astra di Torino lo spettacolo 7-14-21-28, allestito poi anche all'Out Off di Milano e al teatro Vascello di Roma. Viene pubblicato il cofanetto contenente un libro di fotografie e un DVD con alcuni corti chiamato Ottimismo democratico (Kiwido).

### Anni 2010
Nel gennaio 2010 Rezza e Mastrella presentano a Madrid e Palencia, in lingua spagnola, lo spettacolo Pitecus, eseguito poi anche in Italia, e precisamente al Teatro Smeraldo di Milano, all'Auditorium della Conciliazione di Roma e al Teatro Petruzzelli di Bari, con alcune performance insieme agli Afterhours. Sempre nel 2010 viene realizzato presso la Villa Pignatelli di Napoli Performance a domicilio in un domicilio che non ci appartiene e per il Garofano Verde lo spettacolo Doppia identità elevata al superficiale. Per Rai Radio 3 viene realizzata la trasmissione Gli anni scorsoi. In dicembre, negli spazi del Teatro Vascello di Roma, Rezza e Mastrella rappresentano per un mese l'intera antologia completa di tutto il loro teatro.
Nel giugno 2011 lo spettacolo 7-14-21-28 viene proposto al Théâtre de la Ville di Parigi, all'interno del festival Face à Face. Rezza prende parte ad alcune puntate di Fratelli e sorelle d'Italia, trasmissione di LA7 dedicata ai 150 anni dell'Unità d'Italia. Ha partecipato anche al documentario di Stefano Migliore I Colonnelli di Roma. Nel 2012 viene realizzato e portato in scena Fratto_X insieme a Ivan Bellavista. In novembre promuove alcune sue performance nella trasmissione di Rai 2 Wikitaly. Nello stesso anno Rossella Bonito Oliva realizza il libro La noia incarnita - Il teatro involontario di Flavia Mastrella e Antonio Rezza (Barbès Editore): si tratta della prima opera realizzata sul duo.
Nel 2013 prende parte alla trasmissione di Neri Marcorè NeriPoppins, in onda su Rai 3. Nel giugno 2013, insieme a Flavia Mastrella, vince il Premio Hystrio Altre Muse. Nel luglio 2013 aderisce con Flavia Mastrella al progetto Hai paura del buio?, promosso dagli Afterhours: si tratta di un festival culturale itinerante a cui prendono parte non solo altri musicisti (tra cui Marta sui Tubi, Il Teatro degli Orrori, Daniele Silvestri e Verdena), ma anche attori di cinema (Michele Riondino), scrittori (Chiara Gamberale, Paolo Giordano), disegnatori e ballerini. Nel novembre 2015 porta in scena il nuovo spettacolo Anelante.
Nel settembre 2017 gli è stato attribuito il prestigioso premio Ermete Novelli, insieme a Flavia Mastrella.
Nel luglio 2018 il Festival Internazionale di teatro della Biennale di Venezia ha attribuito il Leone d'oro alla carriera per il teatro al duo composto da Antonio Rezza e Flavia Mastrella, con la seguente motivazione: “Antonio Rezza – recita la motivazione ufficiale del premio, sottoscritta dal presidente della Biennale Paolo Baratta e dal direttore Antonio Latella – è l’artista che fonde totalmente, in un solo corpo, le due distinzioni di attore e performer, distinzioni che grazie a lui perdono ogni barriera, creando una modalità dello stare in scena unica, per estro e a tratti per pura, folle e lucida genialità. Flavia Mastrella è l’artista che crea habitat e spazi scenici che sono forme d’arte che a sua volta Rezza abita e devasta con la sua strepitosa adesione; spazi che abita e al tempo stesso scardina, spazi che diventano oggetti che ispirano vicende e prendono vita grazie alla forza performativa del corpo e della voce di Rezza. Da questo connubio sono nati spettacoli assolutamente innovativi dal punto di vista del linguaggio teatrale".

## Filmografia

### Attore, regista e sceneggiatore

#### Lungometraggi
- Escoriandoli (1996) diretto con Flavia Mastrella
- Delitto sul Po (2002) diretto con Flavia Mastrella
- Ipotesi di film su Cristo Morto - progetto per un film da realizzare (2008)
- Troppolitani, Valle Occupato (2012), diretto con Flavia Mastrella
- Milano, via Padova (2013), diretto con Flavia Mastrella.
- Samp (2020), diretto con Flavia Mastrella
- Il Cristo in gola (2022)
- L’isola degli idealisti, regia di Elisabetta Sgarbi (2024)

#### Cortometraggi e mediometraggi
- La beata mancata (1990)
- Fratello Kraus (1990)
- Suppietij (1991) diretto con Flavia Mastrella
- Deborah (1991)
- La divina provvidenza (1992)
- Il vecchio dentro (1992)
- Confusus (1993) diretto con Flavia Mastrella
- Torpore Internazionale (1993) diretto con Flavia Mastrella
- L'orrore di vivere (1993) diretto con Flavia Mastrella
- Praeoccupatio (1993) diretto con Flavia Mastrella
- Larva (1993) diretto con Flavia Mastrella
- De civitate rei (1994) diretto con Flavia Mastrella
- Evolutio (1994) diretto con Flavia Mastrella
- Il piantone (1994) diretto con Flavia Mastrella
- Schizzopatia (1995) diretto con Flavia Mastrella
- Fiorenzo (1995) diretto con Flavia Mastrella
- Psicosi multipla (1995) diretto con Flavia Mastrella
- Zero a zero (1995) diretto con Flavia Mastrella
- Il telefonetto (1995) diretto con Flavia Mastrella
- Represso (1995) diretto con Flavia Mastrella
- Hai mangiato? (1997) diretto con Flavia Mastrella
- L'handicappato (1997) diretto con Flavia Mastrella
- Virus (1997) diretto con Flavia Mastrella
- Porte (1997) diretto con Flavia Mastrella
- Raptus (1997) diretto con Flavia Mastrella
- Turo (1999) diretto con Flavia Mastrella
- Il Mosè di Michelangelo (1999) diretto con Flavia Mastrella
- Nell'aldilà (2008) diretto con Flavia Mastrella

#### Cofanetti
- Ottimismo democratico (2009)

### Solo attore
- Paz!, regia di Renato De Maria (2001)
- Musikanten, regia di Franco Battiato (2005)
- Un film fatto per Bene, regia di Franco Maresco (2025)

### Documentari
- Fotofinish - Sdocumento a vita bianca (2006)
- Il passato è il mio bastone (2008)

## Retrospettive - mostre antologiche
- Anteprima Festival del Cinema Indipendente, Bellaria (1998)
- Istituto italiano di cultura di Parigi (1998)
- Cinema Giovani, Torino (1999)
- Arcipelago Film Festival, Roma (2001)
- Festival dei Due Mondi, Spoleto (2002)
- Mostra internazionale del Nuovo Cinema di Pesaro (2003)
- Palazzo delle Arti di Napoli (2005)
- Galleria d'arte moderna di Bologna (2006)

## Opere teatrali
- Nuove parabole (1988)
- Barba e cravatta (1990)
- I Vichinghi elettronici (1991)
- Seppellitemi ai fornetti (1992)
- Pitecus (1995)
- Io (1998)
- Fotofinish (2003)
- Bahamuth (2006)
- 7-14-21-28 (2009)
- Doppia identità (2010)
- Fratto_X (2012)
- Anelante (2015)
- Hybris (2022)

## Programmi televisivi
- Tunnel, Rai 3 (1994)
- Critico e critici, TELE+ (1996)
- Zelig - Facciamo Cabaret, Italia uno (1997)
- Pippo Chennedy Show, Rai 3 (1997)
- Troppolitani, Rai 3 (1999, 2000) - anche regia
- Apocalypse Show, Rai 1 (2007)
- Fratelli e sorelle d'Italia, LA7 (2011)
- Wikitaly - Censimento Italia, Rai 2 (2012)
- NeriPoppins, Rai 3 (2013)
- La tegola e il caso - Quando la scena è servita, Rai 3 (2018)

## Romanzi
- Non cogito ergo digito, Milano, Bompiani, 1998
- Tisquamo, Milano, Bompiani, 1999
- So(N)no, Milano, Bompiani, 2005
- Credo in un solo oblio, Milano, Bompiani, 2007
- Il fattaccio, Milano, La Nave di Teseo, 2023

## Discografia

### Collaborazioni
- 2003 - intermezzi Virus e Zero a Zero, in Ero un autarchico di Frankie Hi-NRG MC.
- 2011 - Arbeit Macht Frei, insieme a Caparezza, in Tutte le feste di domani di Paolo Zanardi.
- 2014 - Usi e Costumi, in Pensieri sporchi della folk rock band Legittimo Brigantaggio.
- 2023 - Mettete altro nei vostri cannoni, nel disco libro Rebus Banksy. L’uomo dall’arte ribelle del cantautore Andrea Del Monte.

## Altre pubblicazioni
- Clamori al vento, Milano, Il Saggiatore, 2015